# Interlands Pools voetbalelftal 2010-2019
Deze pagina toont een chronologisch en gedetailleerd overzicht van de interlands die het Pools voetbalelftal speelde in de periode 2010 – 2019. Omdat Polen een van de twee gastlanden was van het EK voetbal 2012 was de nationale ploeg automatisch geplaatst voor de eindronde en speelde de selectie louter oefeninterlands in de aanloop naar het toernooi.

## Interlands

### 2010
|                                                                 |                             |       |                                                    | |
| 20 januari Vriendschappelijk № 720 «onderlinge duels» 19:30 uur | Thailand                    | 1 – 3 | Polen                                              | 5th Dec Sports Complex, Nakhon Ratchasima Toeschouwers: 20.000 Scheidsrechter: Charles Mbaga (TAN) |
| 20 januari Vriendschappelijk № 720 «onderlinge duels» 19:30 uur | Therdsak Chaiman 90' (pen.) |       | 43' Kamil Glik 52' Patryk Małecki 87' Marcin Robak | 5th Dec Sports Complex, Nakhon Ratchasima Toeschouwers: 20.000 Scheidsrechter: Charles Mbaga (TAN) |

|                                                                 |               |       | |                                                                                                   |
| 23 januari Vriendschappelijk № 721 «onderlinge duels» 17:00 uur | Singapore     | 1 – 6 | Polen | 5th Dec Sports Complex, Nakhon Ratchasima Toeschouwers: 20.000 Scheidsrechter: Caleb Sikobe (KEN) |
| 23 januari Vriendschappelijk № 721 «onderlinge duels» 17:00 uur | Jiayi Shi 40' |       | 26' (pen.) Robert Lewandowski 37' Robert Lewandowski 45' (pen.) Maciej Iwański 69' Piotr Brożek 80' (e.d.) Hassan Sunny 88' (pen.) Tomasz Nowak | 5th Dec Sports Complex, Nakhon Ratchasima Toeschouwers: 20.000 Scheidsrechter: Caleb Sikobe (KEN) |

|                                                              |                                                 |       |           |                                                                                           |
| 3 maart Vriendschappelijk № 722 «onderlinge duels» 20:30 uur | Polen                                           | 2 – 0 | Bulgarije | Stadion Polonii Warszawa, Warschau Toeschouwers: 6.800 Scheidsrechter: Sascha Kever (SUI) |
| 3 maart Vriendschappelijk № 722 «onderlinge duels» 20:30 uur | Jakub Błaszczykowski 42' Robert Lewandowski 62' |       |           | Stadion Polonii Warszawa, Warschau Toeschouwers: 6.800 Scheidsrechter: Sascha Kever (SUI) |

|                                                             |       |       |         |                                                                                 |
| 29 mei Vriendschappelijk № 723 «onderlinge duels» 17:00 uur | Polen | 0 – 0 | Finland | Stadion Miejski, Kielce Toeschouwers: 14.000 Scheidsrechter: Marius Avram (ROM) |
| 29 mei Vriendschappelijk № 723 «onderlinge duels» 17:00 uur |       |       |         | Stadion Miejski, Kielce Toeschouwers: 14.000 Scheidsrechter: Marius Avram (ROM) |

|                                                             |       |       |        |                                                                                   |
| 2 juni Vriendschappelijk № 724 «onderlinge duels» 20:30 uur | Polen | 0 – 0 | Servië | Kufstein Arena, Kufstein Toeschouwers: 4.000 Scheidsrechter: Dietmar Drabek (AUT) |
| 2 juni Vriendschappelijk № 724 «onderlinge duels» 20:30 uur |       |       |        | Kufstein Arena, Kufstein Toeschouwers: 4.000 Scheidsrechter: Dietmar Drabek (AUT) |

|                                                             | |       |       |                                                                                                |
| 8 juni Vriendschappelijk № 725 «onderlinge duels» 22:00 uur | Spanje | 6 – 0 | Polen | Estadio Nueva Condomina, Murcia Toeschouwers: 30.000 Scheidsrechter: Michail Koukoulakis (GRE) |
| 8 juni Vriendschappelijk № 725 «onderlinge duels» 22:00 uur | Dariusz Dudka 12' (e.d.) David Silva 14' Robert Lewandowski 51' (e.d.) Cesc Fàbregas 58' Fernando Torres 76' Pedro Rodríguez 81' |       |       | Estadio Nueva Condomina, Murcia Toeschouwers: 30.000 Scheidsrechter: Michail Koukoulakis (GRE) |

|                                                                  |       |                                                         |          |                                                                                        |
| 11 augustus Vriendschappelijk № 726 «onderlinge duels» 20:30 uur | Polen | 0 – 3                                                   | Kameroen | Florian Krygerstadion, Szczecin Toeschouwers: 17.000 Scheidsrechter: Tony Asumaa (FIN) |
| 11 augustus Vriendschappelijk № 726 «onderlinge duels» 20:30 uur |       | 30' Samuel Eto'o 53' Samuel Eto'o 85' Vincent Aboubakar |          | Florian Krygerstadion, Szczecin Toeschouwers: 17.000 Scheidsrechter: Tony Asumaa (FIN) |

|                                                                  |                    |       |                      |                                                                                 |
| 4 september Vriendschappelijk № 727 «onderlinge duels» 17:00 uur | Polen              | 1 – 1 | Oekraïne             | Stadion Widzewa, Łódź Toeschouwers: 6.500 Scheidsrechter: Ravshan Irmatov (UZB) |
| 4 september Vriendschappelijk № 727 «onderlinge duels» 17:00 uur | Ireneusz Jeleń 42' |       | 90' Jevhen Seleznjov | Stadion Widzewa, Łódź Toeschouwers: 6.500 Scheidsrechter: Ravshan Irmatov (UZB) |

|                                                                  |                        |       |                                            |                                                                            |
| 7 september Vriendschappelijk № 728 «onderlinge duels» 20:30 uur | Polen                  | 1 – 2 | Australië                                  | Wisłastadion, Krakau Toeschouwers: 16.000 Scheidsrechter: Ivan Bebek (CRO) |
| 7 september Vriendschappelijk № 728 «onderlinge duels» 20:30 uur | Robert Lewandowski 18' |       | 15' Brett Holman 26' (pen.) Luke Wilkshire | Wisłastadion, Krakau Toeschouwers: 16.000 Scheidsrechter: Ivan Bebek (CRO) |

|                                                                 |                                     |       |                                              |                                                                                  |
| 10 oktober Vriendschappelijk № 729 «onderlinge duels» 20:00 uur | Verenigde Staten                    | 2 – 2 | Polen                                        | Soldier Field, Chicago Toeschouwers: 31.696 Scheidsrechter: Steven DePiero (CAN) |
| 10 oktober Vriendschappelijk № 729 «onderlinge duels» 20:00 uur | Jozy Altidore 13' Oguchi Onyewu 52' |       | 30' Adam Matuszczyk 73' Jakub Błaszczykowski | Soldier Field, Chicago Toeschouwers: 31.696 Scheidsrechter: Steven DePiero (CAN) |

|                                                                 |                                           |       |                                             |                                                                                   |
| 12 oktober Vriendschappelijk № 730 «onderlinge duels» 17:00 uur | Ecuador                                   | 2 – 2 | Polen                                       | Stade Saputo, Montreal Toeschouwers: 1.000 Scheidsrechter: Mauricio Navarro (CAN) |
| 12 oktober Vriendschappelijk № 730 «onderlinge duels» 17:00 uur | Cristian Benítez 32' Cristian Benítez 78' |       | 61' Euzebiusz Smolarek 70' Ludovic Obraniak | Stade Saputo, Montreal Toeschouwers: 1.000 Scheidsrechter: Mauricio Navarro (CAN) |

|                                                                  |                                                                    |       |                          |                                                                                 |
| 17 november Vriendschappelijk № 731 «onderlinge duels» 20:30 uur | Polen                                                              | 3 – 1 | Ivoorkust                | Stadion Miejski, Poznań Toeschouwers: 42.000 Scheidsrechter: Masaaki Tōma (JPN) |
| 17 november Vriendschappelijk № 731 «onderlinge duels» 20:30 uur | Robert Lewandowski 19' Ludovic Obraniak 66' Robert Lewandowski 80' |       | 45' Yao Kouassi Gervinho | Stadion Miejski, Poznań Toeschouwers: 42.000 Scheidsrechter: Masaaki Tōma (JPN) |

|                                                                  |                                  |       |                                                   |                                                                                                |
| 10 december Vriendschappelijk № 732 «onderlinge duels» 20:30 uur | Polen                            | 2 – 2 | Bosnië en Herzegovina                             | Mardan Sports Complex, Antalya Toeschouwers: 42.000 Scheidsrechter: Mustafa Öğretmenoğlu (TUR) |
| 10 december Vriendschappelijk № 732 «onderlinge duels» 20:30 uur | Paweł Brożek 7' Paweł Brożek 52' |       | 23' Muhamed Subašić 55' (pen.) Zvjezdan Misimović | Mardan Sports Complex, Antalya Toeschouwers: 42.000 Scheidsrechter: Mustafa Öğretmenoğlu (TUR) |

### 2011
|                                                                 |                  |       |          |                                                                                                  |
| 6 februari Vriendschappelijk № 733 «onderlinge duels» 20:30 uur | Polen            | 1 – 0 | Moldavië | Estádio Vila Real de Santo António, Vila Real Toeschouwers: 250 Scheidsrechter: Ivo Santos (POR) |
| 6 februari Vriendschappelijk № 733 «onderlinge duels» 20:30 uur | David Plizga 15' |       |          | Estádio Vila Real de Santo António, Vila Real Toeschouwers: 250 Scheidsrechter: Ivo Santos (POR) |

|                                                                 |                        |       |           |                                                                          |
| 9 februari Vriendschappelijk № 734 «onderlinge duels» 20:30 uur | Polen                  | 1 – 0 | Noorwegen | Estádio Algarve, Faro Toeschouwers: 500 Scheidsrechter: Ivo Santos (POR) |
| 9 februari Vriendschappelijk № 734 «onderlinge duels» 20:30 uur | Robert Lewandowski 18' |       |           | Estádio Algarve, Faro Toeschouwers: 500 Scheidsrechter: Ivo Santos (POR) |

|                                                               |                                               |       |       | |
| 25 maart Vriendschappelijk № 735 «onderlinge duels» 20:30 uur | Litouwen                                      | 2 – 0 | Polen | S. Dariaus- en S. Girėnostadion, Kaunas Toeschouwers: 5.000 Scheidsrechter: Andris Treimanis (LAT) |
| 25 maart Vriendschappelijk № 735 «onderlinge duels» 20:30 uur | Saulius Mikoliūnas 18' Edgaras Česnauskis 29' |       |       | S. Dariaus- en S. Girėnostadion, Kaunas Toeschouwers: 5.000 Scheidsrechter: Andris Treimanis (LAT) |

|                                                               |             |       |       |                                                                                                 |
| 29 maart Vriendschappelijk № 736 «onderlinge duels» 20:30 uur | Griekenland | 0 – 0 | Polen | Georgios Karaiskákisstadion, Piraeus Toeschouwers: 12.000 Scheidsrechter: Martin Atkinson (ENG) |
| 29 maart Vriendschappelijk № 736 «onderlinge duels» 20:30 uur |             |       |       | Georgios Karaiskákisstadion, Piraeus Toeschouwers: 12.000 Scheidsrechter: Martin Atkinson (ENG) |

|                                                             |                                          |       |                 |                                                                                           |
| 5 juni Vriendschappelijk № 737 «onderlinge duels» 17:00 uur | Polen                                    | 2 – 1 | Argentinië      | Wojska Polskiegostadion, Warschau Toeschouwers: 12.000 Scheidsrechter: Manuel Gräfe (GER) |
| 5 juni Vriendschappelijk № 737 «onderlinge duels» 17:00 uur | Adrian Mierzejewski 26' Paweł Brożek 67' |       | 47' Marco Rubén | Wojska Polskiegostadion, Warschau Toeschouwers: 12.000 Scheidsrechter: Manuel Gräfe (GER) |

|                                                             |       |                             |           |                                                                                            |
| 9 juni Vriendschappelijk № 738 «onderlinge duels» 21:00 uur | Polen | 0 – 1                       | Frankrijk | Wojska Polskiegostadion, Warschau Toeschouwers: 32.000 Scheidsrechter: Björn Kuipers (NED) |
| 9 juni Vriendschappelijk № 738 «onderlinge duels» 21:00 uur |       | 12' (e.d.) Tomasz Jodłowiec |           | Wojska Polskiegostadion, Warschau Toeschouwers: 32.000 Scheidsrechter: Björn Kuipers (NED) |

|                                                                  |                          |       |         |                                                                               |
| 10 augustus Vriendschappelijk № 739 «onderlinge duels» 19:30 uur | Polen                    | 1 – 0 | Georgië | Dialog Arena, Lubin Toeschouwers: 12.310 Scheidsrechter: Andrij Sjandor (UKR) |
| 10 augustus Vriendschappelijk № 739 «onderlinge duels» 19:30 uur | Jakub Błaszczykowski 35' |       |         | Dialog Arena, Lubin Toeschouwers: 12.310 Scheidsrechter: Andrij Sjandor (UKR) |

|                                                                  |                  |       |                      |                                                                                                |
| 2 september Vriendschappelijk № 740 «onderlinge duels» 19:30 uur | Polen            | 1 – 1 | Mexico               | Wojska Polskiegostadion, Warschau Toeschouwers: 18.000 Scheidsrechter: Alexandru Deaconu (ROM) |
| 2 september Vriendschappelijk № 740 «onderlinge duels» 19:30 uur | Paweł Brożek 27' |       | 35' Javier Hernández | Wojska Polskiegostadion, Warschau Toeschouwers: 18.000 Scheidsrechter: Alexandru Deaconu (ROM) |

|                                                                  |                                                 |       |                          |                                                                                    |
| 6 september Vriendschappelijk № 741 «onderlinge duels» 19:45 uur | Polen                                           | 2 – 2 | Duitsland                | PGE Arena Gdańsk, Gdańsk Toeschouwers: 38.000 Scheidsrechter: Daniele Orsato (ITA) |
| 6 september Vriendschappelijk № 741 «onderlinge duels» 19:45 uur | Robert Lewandowski 55' Jakub Błaszczykowski 90' |       | 68' Toni Kroos 90' Cacau | PGE Arena Gdańsk, Gdańsk Toeschouwers: 38.000 Scheidsrechter: Daniele Orsato (ITA) |

|                                                                |                                       |       |                                                 |                                                                                          |
| 7 oktober Vriendschappelijk № 742 «onderlinge duels» 13:00 uur | Zuid-Korea                            | 2 – 2 | Polen                                           | Seoul World Cupstadion, Seoel Toeschouwers: 40.000 Scheidsrechter: Nawaf Shukralla (BHR) |
| 7 oktober Vriendschappelijk № 742 «onderlinge duels» 13:00 uur | Park Chu-young 66' Park Chu-young 76' |       | 29' Robert Lewandowski 83' Jakub Błaszczykowski | Seoul World Cupstadion, Seoel Toeschouwers: 40.000 Scheidsrechter: Nawaf Shukralla (BHR) |

|                                                                 |                                                 |       |             |                                                                               |
| 11 oktober Vriendschappelijk № 743 «onderlinge duels» 19:30 uur | Polen                                           | 2 – 0 | Wit-Rusland | Brita-Arena, Wiesbaden Toeschouwers: 5.116 Scheidsrechter: Peter Sippel (GER) |
| 11 oktober Vriendschappelijk № 743 «onderlinge duels» 19:30 uur | Jakub Błaszczykowski 31' Robert Lewandowski 69' |       |             | Brita-Arena, Wiesbaden Toeschouwers: 5.116 Scheidsrechter: Peter Sippel (GER) |

|                                                                  |       |                                           |        |                                                                                     |
| 11 november Vriendschappelijk № 744 «onderlinge duels» 19:45 uur | Polen | 0 – 2                                     | Italië | Stadion Miejski, Wrocław Toeschouwers: 42.771 Scheidsrechter: Laurent Duhamel (FRA) |
| 11 november Vriendschappelijk № 744 «onderlinge duels» 19:45 uur |       | 30' Mario Balotelli 60' Giampaolo Pazzini |        | Stadion Miejski, Wrocław Toeschouwers: 42.771 Scheidsrechter: Laurent Duhamel (FRA) |

|                                                                  |                                            |       |                   |                                                                                 |
| 15 november Vriendschappelijk № 745 «onderlinge duels» 19:30 uur | Polen                                      | 2 – 1 | Hongarije         | Stadion Miejski, Poznań Toeschouwers: 7.500 Scheidsrechter: Hannes Kaasik (EST) |
| 15 november Vriendschappelijk № 745 «onderlinge duels» 19:30 uur | Paweł Brożek 37' Vilmos Vanczák 85' (e.d.) |       | 78' Tamás Priskin | Stadion Miejski, Poznań Toeschouwers: 7.500 Scheidsrechter: Hannes Kaasik (EST) |

|                                                                  |                     |       |                       |                                                                                       |
| 16 december Vriendschappelijk № 746 «onderlinge duels» 19:30 uur | Polen               | 1 – 0 | Bosnië en Herzegovina | Mardan Sports Complex, Antalya Toeschouwers: 150 Scheidsrechter: Yunus Yildirim (TUR) |
| 16 december Vriendschappelijk № 746 «onderlinge duels» 19:30 uur | Waldemar Sobota 27' |       |                       | Mardan Sports Complex, Antalya Toeschouwers: 150 Scheidsrechter: Yunus Yildirim (TUR) |

### 2012
|                                                                  |       |       |          |                                                                                   |
| 29 februari Vriendschappelijk № 747 «onderlinge duels» 19:45 uur | Polen | 0 – 0 | Portugal | Nationaal Stadion, Warschau Toeschouwers: 45.000 Scheidsrechter: Alon Yefet (ISR) |
| 29 februari Vriendschappelijk № 747 «onderlinge duels» 19:45 uur |       |       |          | Nationaal Stadion, Warschau Toeschouwers: 45.000 Scheidsrechter: Alon Yefet (ISR) |

|                                                             |                   |       |         |                                                                                         |
| 22 mei Vriendschappelijk № 748 «onderlinge duels» 19:45 uur | Polen             | 1 – 0 | Letland | Wörtherseestadion, Klagenfurt Toeschouwers: 15.000 Scheidsrechter: Harald Lechner (AUT) |
| 22 mei Vriendschappelijk № 748 «onderlinge duels» 19:45 uur | Artur Sobiech 82' |       |         | Wörtherseestadion, Klagenfurt Toeschouwers: 15.000 Scheidsrechter: Harald Lechner (AUT) |

|                                                             |                    |       |           |                                                                                     |
| 26 mei Vriendschappelijk № 749 «onderlinge duels» 16:00 uur | Polen              | 1 – 0 | Slowakije | Wörtherseestadion, Klagenfurt Toeschouwers: 2.200 Scheidsrechter: René Eisner (AUT) |
| 26 mei Vriendschappelijk № 749 «onderlinge duels» 16:00 uur | Damien Perquis 30' |       |           | Wörtherseestadion, Klagenfurt Toeschouwers: 2.200 Scheidsrechter: René Eisner (AUT) |

|                                                             | |       |         |                                                                                                   |
| 2 juni Vriendschappelijk № 750 «onderlinge duels» 17:00 uur | Polen | 4 – 0 | Andorra | Wojska Polskiegostadion, Warschau Toeschouwers: 26.000 Scheidsrechter: Sébastien Delferière (BEL) |
| 2 juni Vriendschappelijk № 750 «onderlinge duels» 17:00 uur | Ludovic Obraniak 13' Robert Lewandowski 37' Jakub Błaszczykowski 39' (pen.) Marcin Wasilewski 77' (pen.) |       |         | Wojska Polskiegostadion, Warschau Toeschouwers: 26.000 Scheidsrechter: Sébastien Delferière (BEL) |

| EK voetbal 2012 |
| --------------- |

|                                                                |                        |       |                          |                                                                                       |
| 8 juni EK-eindronde Groep A № 751 «onderlinge duels» 18:00 uur | Polen                  | 1 – 1 | Griekenland              | Nationaal Stadion, Warschau Toeschouwers: 56.070 Scheidsrechter: Carlos Velasco (ESP) |
| 8 juni EK-eindronde Groep A № 751 «onderlinge duels» 18:00 uur | Robert Lewandowski 17' |       | 51' Dimitrios Salpigidis | Nationaal Stadion, Warschau Toeschouwers: 56.070 Scheidsrechter: Carlos Velasco (ESP) |

|                                                                 |                          |       |                   |                                                                                       |
| 12 juni EK-eindronde Groep A № 752 «onderlinge duels» 20:45 uur | Polen                    | 1 – 1 | Rusland           | Nationaal Stadion, Warschau Toeschouwers: 55.920 Scheidsrechter: Wolfgang Stark (GER) |
| 12 juni EK-eindronde Groep A № 752 «onderlinge duels» 20:45 uur | Jakub Błaszczykowski 57' |       | 37' Alan Dzagojev | Nationaal Stadion, Warschau Toeschouwers: 55.920 Scheidsrechter: Wolfgang Stark (GER) |

|                                                                 |                  |       |       |                                                                                   |
| 16 juni EK-eindronde Groep A № 753 «onderlinge duels» 20:45 uur | Tsjechië         | 1 – 0 | Polen | Stadion Miejski, Wrocław Toeschouwers: 41.180 Scheidsrechter: Craig Thomson (SCO) |
| 16 juni EK-eindronde Groep A № 753 «onderlinge duels» 20:45 uur | Petr Jiráček 72' |       |       | Stadion Miejski, Wrocław Toeschouwers: 41.180 Scheidsrechter: Craig Thomson (SCO) |

|  |  |  |  |  |  |  |  |  |

|                                                                  |                          |       |       |                                                                                |
| 15 augustus Vriendschappelijk № 754 «onderlinge duels» 19:45 uur | Estland                  | 1 – 0 | Polen | A. Le Coq Arena, Tallinn Toeschouwers: 5.312 Scheidsrechter: Ken Johnsen (NOR) |
| 15 augustus Vriendschappelijk № 754 «onderlinge duels» 19:45 uur | Konstantin Vassiljev 90' |       |       | A. Le Coq Arena, Tallinn Toeschouwers: 5.312 Scheidsrechter: Ken Johnsen (NOR) |

|                                                                        |                                      |       |                                                        |                                                                                             |
| 7 september WK-kwalificatie Groep H № 755 «onderlinge duels» 20:30 uur | Montenegro                           | 2 – 2 | Polen                                                  | Pod Goricomstadion, Podgorica Toeschouwers: 11.420 Scheidsrechter: Kristinn Jakobsson (ISL) |
| 7 september WK-kwalificatie Groep H № 755 «onderlinge duels» 20:30 uur | Nikola Drinčić 27' Mirko Vučinić 45' |       | 6' (pen.) Jakub Błaszczykowski 55' Adrian Mierzejewski | Pod Goricomstadion, Podgorica Toeschouwers: 11.420 Scheidsrechter: Kristinn Jakobsson (ISL) |

|                                                                         |                                                      |       |          |                                                                                   |
| 11 september WK-kwalificatie Groep H № 756 «onderlinge duels» 20:45 uur | Polen                                                | 2 – 0 | Moldavië | Stadion Miejski, Wrocław Toeschouwers: 28.000 Scheidsrechter: Ilias Spathas (GRE) |
| 11 september WK-kwalificatie Groep H № 756 «onderlinge duels» 20:45 uur | Jakub Błaszczykowski 33' (pen.) Jakub Wawrzyniak 81' |       |          | Stadion Miejski, Wrocław Toeschouwers: 28.000 Scheidsrechter: Ilias Spathas (GRE) |

|                                                                 |                       |       |             |                                                                                      |
| 12 oktober Vriendschappelijk № 757 «onderlinge duels» 19:45 uur | Polen                 | 1 – 0 | Zuid-Afrika | Nationaal Stadion, Warschau Toeschouwers: 45.000 Scheidsrechter: Radek Příhoda (CZE) |
| 12 oktober Vriendschappelijk № 757 «onderlinge duels» 19:45 uur | Marcin Komorowski 82' |       |             | Nationaal Stadion, Warschau Toeschouwers: 45.000 Scheidsrechter: Radek Příhoda (CZE) |

|                                                                       |                |       |                  |                                                                                        |
| 17 oktober WK-kwalificatie Groep H № 758 «onderlinge duels» 16:00 uur | Polen          | 1 – 1 | Engeland         | Nationaal Stadion, Warschau Toeschouwers: 47.000 Scheidsrechter: Gianluca Rocchi (ITA) |
| 17 oktober WK-kwalificatie Groep H № 758 «onderlinge duels» 16:00 uur | Kamil Glik 70' |       | 31' Wayne Rooney | Nationaal Stadion, Warschau Toeschouwers: 47.000 Scheidsrechter: Gianluca Rocchi (ITA) |

|                                                                  |                      |       |                                                          |                                                                                    |
| 14 november Vriendschappelijk № 759 «onderlinge duels» 19:45 uur | Polen                | 1 – 3 | Uruguay                                                  | PGE Arena Gdańsk, Gdańsk Toeschouwers: 39.460 Scheidsrechter: William Collum (SCO) |
| 14 november Vriendschappelijk № 759 «onderlinge duels» 19:45 uur | Ludovic Obraniak 64' |       | 22' (e.d.) Kamil Glik 34' Edinson Cavani 66' Luis Suárez | PGE Arena Gdańsk, Gdańsk Toeschouwers: 39.460 Scheidsrechter: William Collum (SCO) |

|                                                                  |                                                                                    |       |                     |                                                                                      |
| 14 december Vriendschappelijk № 760 «onderlinge duels» 16:15 uur | Polen                                                                              | 4 – 1 | Macedonië           | Mardan Spor Kompleksi, Antalya Toeschouwers: 100 Scheidsrechter: Hüseyin Göçek (TUR) |
| 14 december Vriendschappelijk № 760 «onderlinge duels» 16:15 uur | Arkadiusz Milik 12' Szymon Pawłowski 23' Artur Jędrzejczyk 63' Waldemar Sobota 79' |       | 87' Dejan Blaževski | Mardan Spor Kompleksi, Antalya Toeschouwers: 100 Scheidsrechter: Hüseyin Göçek (TUR) |

### 2013
|                                                                 |                                                                                     |       |                     |                                                                                              |
| 2 februari Vriendschappelijk № 761 «onderlinge duels» 19:45 uur | Polen                                                                               | 4 – 1 | Roemenië            | Estadio Ciudad de Málaga, Málaga Toeschouwers: 800 Scheidsrechter: Pedro Pérez Montero (ESP) |
| 2 februari Vriendschappelijk № 761 «onderlinge duels» 19:45 uur | Szymon Pawłowski 15' Łukasz Teodorczyk 24' Łukasz Teodorczyk 27' Daniel Łukasik 33' |       | 41' Gheorghe Grozav | Estadio Ciudad de Málaga, Málaga Toeschouwers: 800 Scheidsrechter: Pedro Pérez Montero (ESP) |

|                                                                 |                                   |       |       |                                                                                      |
| 6 februari Vriendschappelijk № 762 «onderlinge duels» 19:45 uur | Ierland                           | 2 – 0 | Polen | Avivastadion, Dublin Toeschouwers: 43.112 Scheidsrechter: Sébastien Delferière (BEL) |
| 6 februari Vriendschappelijk № 762 «onderlinge duels» 19:45 uur | Ciaran Clark 35' Wes Hoolahan 76' |       |       | Avivastadion, Dublin Toeschouwers: 43.112 Scheidsrechter: Sébastien Delferière (BEL) |

|                                                                    |                     |       |                                                         |                                                                                       |
| 22 maart WK-kwalificatie Groep H № 764 onderlinge duels» 20:30 uur | Polen               | 1 – 3 | Oekraïne                                                | Nationaal Stadion, Warschau Toeschouwers: 58.000 Scheidsrechter: Pavel Královec (CZE) |
| 22 maart WK-kwalificatie Groep H № 764 onderlinge duels» 20:30 uur | Łukasz Piszczek 18' |       | 2' Andrij Jarmolenko 7' Oleg Goesjev 45' Roman Zozoelja | Nationaal Stadion, Warschau Toeschouwers: 58.000 Scheidsrechter: Pavel Královec (CZE) |

|                                                                     | |       |            |                                                                                          |
| 25 maart WK-kwalificatie Groep H № 765 «onderlinge duels» 19:45 uur | Polen | 5 – 0 | San Marino | Nationaal Stadion, Warschau Toeschouwers: 43.008 Scheidsrechter: Ken Henry Johnsen (NOR) |
| 25 maart WK-kwalificatie Groep H № 765 «onderlinge duels» 19:45 uur | Robert Lewandowski 21' (pen.) Łukasz Piszczek 28' Robert Lewandowski 50' (pen.) Łukasz Teodorczyk 61' Jakub Kosecki 90+2' |       |            | Nationaal Stadion, Warschau Toeschouwers: 43.008 Scheidsrechter: Ken Henry Johnsen (NOR) |

|                                                             |                                    |       |               |                                                                                          |
| 4 juni Vriendschappelijk № 766 «onderlinge duels» 20:00 uur | Polen                              | 2 – 0 | Liechtenstein | Józef Piłsudskistadion, Krakau Toeschouwers: 6.000 Scheidsrechter: Sergej Karasjov (RUS) |
| 4 juni Vriendschappelijk № 766 «onderlinge duels» 20:00 uur | Artur Sobiech 53' Maciej Rybus 72' |       |               | Józef Piłsudskistadion, Krakau Toeschouwers: 6.000 Scheidsrechter: Sergej Karasjov (RUS) |

|                                                                   |                     |       |                         |                                                                                        |
| 7 juni WK-kwalificatie Groep H № 767 «onderlinge duels» 20:15 uur | Moldavië            | 1 – 1 | Polen                   | Stadionul Zimbru, Chișinău Toeschouwers: 8.726 Scheidsrechter: Fernando Teixeira (ESP) |
| 7 juni WK-kwalificatie Groep H № 767 «onderlinge duels» 20:15 uur | Eugen Sidorenco 37' |       | 7' Jakub Błaszczykowski | Stadionul Zimbru, Chișinău Toeschouwers: 8.726 Scheidsrechter: Fernando Teixeira (ESP) |

|                                                                  |                                                          |       |                                                |                                                                                    |
| 14 augustus Vriendschappelijk № 766 «onderlinge duels» 20:45 uur | Polen                                                    | 3 – 2 | Denemarken                                     | PGE Arena Gdańsk, Gdańsk Toeschouwers: 34.952 Scheidsrechter: Yudai Yamamoto (JPN) |
| 14 augustus Vriendschappelijk № 766 «onderlinge duels» 20:45 uur | Mateusz Klich 4' Waldemar Sobota 60' Piotr Zieliński 61' |       | 18' Christian Eriksen 45+1' Martin Braithwaite | PGE Arena Gdańsk, Gdańsk Toeschouwers: 34.952 Scheidsrechter: Yudai Yamamoto (JPN) |

|                                                                        |                        |       |                      |                                                                                      |
| 6 september WK-kwalificatie Groep H № 767 «onderlinge duels» 20:45 uur | Polen                  | 1 – 1 | Montenegro           | Nationaal Stadion, Warschau Toeschouwers: 45.652 Scheidsrechter: Björn Kuipers (NED) |
| 6 september WK-kwalificatie Groep H № 767 «onderlinge duels» 20:45 uur | Robert Lewandowski 16' |       | 11' Dejan Damjanović | Nationaal Stadion, Warschau Toeschouwers: 45.652 Scheidsrechter: Björn Kuipers (NED) |

|                                                                         |                            |       | |                                                                                  |
| 10 september WK-kwalificatie Groep H № 768 «onderlinge duels» 20:45 uur | San Marino                 | 1 – 5 | Polen | Stadio Olimpico, Serravalle Toeschouwers: 1.597 Scheidsrechter: Marco Borg (MLT) |
| 10 september WK-kwalificatie Groep H № 768 «onderlinge duels» 20:45 uur | Alessandro Della Valle 22' |       | 10' Piotr Zieliński 23' Jakub Błaszczykowski 33' Waldemar Sobota 66' Piotr Zieliński 75' Adrian Mierzejewski | Stadio Olimpico, Serravalle Toeschouwers: 1.597 Scheidsrechter: Marco Borg (MLT) |

|                                                            |                       |       |       |                                                                                    |
| 11 oktober WK-kwalificatie Groep H № 769 onderlinge duels» | Oekraïne              | 1 – 0 | Polen | Metaliststadion, Kharkiv Toeschouwers: 39.316 Scheidsrechter: Jonas Eriksson (SWE) |
| 11 oktober WK-kwalificatie Groep H № 769 onderlinge duels» | Andrij Jarmolenko 64' |       |       | Metaliststadion, Kharkiv Toeschouwers: 39.316 Scheidsrechter: Jonas Eriksson (SWE) |

|                                                            |                                     |       |       |                                                                                  |
| 15 oktober WK-kwalificatie Groep H № 770 onderlinge duels» | Engeland                            | 2 – 0 | Polen | Wembley Stadium, Londen Toeschouwers: 85.186 Scheidsrechter: Damir Skomina (SLO) |
| 15 oktober WK-kwalificatie Groep H № 770 onderlinge duels» | Wayne Rooney 41' Steven Gerrard 88' |       |       | Wembley Stadium, Londen Toeschouwers: 85.186 Scheidsrechter: Damir Skomina (SLO) |

|                                                                  |       |                                |           |                                                                                |
| 15 november Vriendschappelijk № 771 «onderlinge duels» 20:45 uur | Polen | 0 – 2                          | Slowakije | Stadion Miejski, Wrocław Toeschouwers: 40.605 Scheidsrechter: Marco Borg (MLT) |
| 15 november Vriendschappelijk № 771 «onderlinge duels» 20:45 uur |       | 31' Juraj Kucka 39' Róbert Mak |           | Stadion Miejski, Wrocław Toeschouwers: 40.605 Scheidsrechter: Marco Borg (MLT) |

|                                                                  |       |       |         |                                                                                 |
| 19 november Vriendschappelijk № 772 «onderlinge duels» 20:00 uur | Polen | 0 – 0 | Ierland | Stadion Miejski, Poznań Toeschouwers: 3.500 Scheidsrechter: Richard Trutz (SVK) |
| 19 november Vriendschappelijk № 772 «onderlinge duels» 20:00 uur |       |       |         | Stadion Miejski, Poznań Toeschouwers: 3.500 Scheidsrechter: Richard Trutz (SVK) |

### 2014
|                                                                 |                                                            |       |           |                                                                                           |
| 18 januari Vriendschappelijk № 773 «onderlinge duels» 14:00 uur | Polen                                                      | 3 – 0 | Noorwegen | Mohammed Bin Zayidstadion, Abu Dhabi Toeschouwers: 250 Scheidsrechter: Rami Alkaabi (BHR) |
| 18 januari Vriendschappelijk № 773 «onderlinge duels» 14:00 uur | Tomasz Brzyski 21' Michał Kucharczyk 47' Karol Linetty 56' |       |           | Mohammed Bin Zayidstadion, Abu Dhabi Toeschouwers: 250 Scheidsrechter: Rami Alkaabi (BHR) |

|                                                       |          |                  |       |                                                                                              |
| 20 januari Vriendschappelijk № 774 «onderlinge duels» | Moldavië | 0 – 1            | Polen | Mohammed Bin Zayidstadion, Abu Dhabi Toeschouwers: 200 Scheidsrechter: Saleh Al Hethol (KSA) |
| 20 januari Vriendschappelijk № 774 «onderlinge duels» |          | 10' Paweł Brożek |       | Mohammed Bin Zayidstadion, Abu Dhabi Toeschouwers: 200 Scheidsrechter: Saleh Al Hethol (KSA) |

|                                                    |       |                 |           |                                                                                    |
| 5 maart Vriendschappelijk № 775 «onderlinge duels» | Polen | 0 – 1           | Schotland | Nationaal Stadion, Warschau Toeschouwers: 41.652 Scheidsrechter: Alain Bieri (SUI) |
| 5 maart Vriendschappelijk № 775 «onderlinge duels» |       | 77' Scott Brown |           | Nationaal Stadion, Warschau Toeschouwers: 41.652 Scheidsrechter: Alain Bieri (SUI) |

|                                                   |           |       |       |                                                                                  |
| 13 mei Vriendschappelijk № 776 «onderlinge duels» | Duitsland | 0 – 0 | Polen | Imtech Arena, Hamburg Toeschouwers: 37.569 Scheidsrechter: David Fernández (ESP) |
| 13 mei Vriendschappelijk № 776 «onderlinge duels» |           |       |       | Imtech Arena, Hamburg Toeschouwers: 37.569 Scheidsrechter: David Fernández (ESP) |

|                                                             |                                                   |       |                   |                                                                                 |
| 6 juni Vriendschappelijk № 777 «onderlinge duels» 17:30 uur | Polen                                             | 2 – 1 | Litouwen          | PGE Arena Gdańsk, Gdańsk Toeschouwers: 33.074 Scheidsrechter: Minoru Tōjō (JPN) |
| 6 juni Vriendschappelijk № 777 «onderlinge duels» 17:30 uur | Arkadiusz Milik 59' Robert Lewandowski 79' (pen.) |       | 44' Lukas Spalvis | PGE Arena Gdańsk, Gdańsk Toeschouwers: 33.074 Scheidsrechter: Minoru Tōjō (JPN) |

|                                                                        |           | |       |                                                                                    |
| 7 september EK-kwalificatie Groep D № 778 «onderlinge duels» 20:45 uur | Gibraltar | 0 – 7 | Polen | Estádio Algarve, Faro Toeschouwers: 1.620 Scheidsrechter: Stefan Johannesson (SWE) |
| 7 september EK-kwalificatie Groep D № 778 «onderlinge duels» 20:45 uur |           | 11' Kamil Grosicki 48' Kamil Grosicki 50' Robert Lewandowski 53' Robert Lewandowski 58' Łukasz Szukała 86' Robert Lewandowski 90+2' Robert Lewandowski |       | Estádio Algarve, Faro Toeschouwers: 1.620 Scheidsrechter: Stefan Johannesson (SWE) |

|                                                                       |                                        |       |           |                                                                                      |
| 11 oktober EK-kwalificatie Groep D № 779 «onderlinge duels» 20:45 uur | Polen                                  | 2 – 0 | Duitsland | Nationaal Stadion, Warschau Toeschouwers: 56.934 Scheidsrechter: Pedro Proença (POR) |
| 11 oktober EK-kwalificatie Groep D № 779 «onderlinge duels» 20:45 uur | Arkadiusz Milik 51' Sebastian Mila 88' |       |           | Nationaal Stadion, Warschau Toeschouwers: 56.934 Scheidsrechter: Pedro Proença (POR) |

|                                                                       |                                             |       |                                       |                                                                                        |
| 14 oktober EK-kwalificatie Groep D № 780 «onderlinge duels» 20:45 uur | Polen                                       | 2 – 2 | Schotland                             | Nationaal Stadion, Warschau Toeschouwers: 55.197 Scheidsrechter: Alberto Undiano (ESP) |
| 14 oktober EK-kwalificatie Groep D № 780 «onderlinge duels» 20:45 uur | Krzysztof Mączyński 12' Arkadiusz Milik 76' |       | 18' Shaun Maloney 57' Steven Naismith | Nationaal Stadion, Warschau Toeschouwers: 55.197 Scheidsrechter: Alberto Undiano (ESP) |

|                                                              |         |                                                                                 |       |                                                                                               |
| 14 november EK-kwalificatie Groep D № 783 «onderlinge duels» | Georgië | 0 – 4                                                                           | Polen | Boris Paitsjadzestadion, Tbilisi Toeschouwers: 23.000 Scheidsrechter: Paolo Tagliavento (ITA) |
| 14 november EK-kwalificatie Groep D № 783 «onderlinge duels» |         | 51' Kamil Glik 71' Grzegorz Krychowiak 73' Sebastian Mila 90+2' Arkadiusz Milik |       | Boris Paitsjadzestadion, Tbilisi Toeschouwers: 23.000 Scheidsrechter: Paolo Tagliavento (ITA) |

|                                                                  |                                             |       |                                |                                                                                        |
| 18 november Vriendschappelijk № 784 «onderlinge duels» 20:45 uur | Polen                                       | 2 – 2 | Zwitserland                    | Stadion Miejski, Wrocław Toeschouwers: 40.133 Scheidsrechter: Kristinn Jakobsson (ISL) |
| 18 november Vriendschappelijk № 784 «onderlinge duels» 20:45 uur | Artur Jędrzejczyk 45+1' Arkadiusz Milik 61' |       | 4' Josip Drmić 87' Fabian Frei | Stadion Miejski, Wrocław Toeschouwers: 40.133 Scheidsrechter: Kristinn Jakobsson (ISL) |

### 2015
|                                                                     |                |       |                     |                                                                                |
| 29 maart EK-kwalificatie Groep D № 785 «onderlinge duels» 20:45 uur | Ierland        | 1 – 1 | Polen               | Avivastadion, Dublin Toeschouwers: 50.500 Scheidsrechter: Jonas Eriksson (SWE) |
| 29 maart EK-kwalificatie Groep D № 785 «onderlinge duels» 20:45 uur | Shane Long 90' |       | 26' Sławomir Peszko | Avivastadion, Dublin Toeschouwers: 50.500 Scheidsrechter: Jonas Eriksson (SWE) |

|                                                                    |                                                                                              |       |         |                                                                                          |
| 13 juni EK-kwalificatie Groep D № 786 «onderlinge duels» 18:00 uur | Polen                                                                                        | 4 – 0 | Georgië | Nationaal Stadion, Warschau Toeschouwers: 56.512 Scheidsrechter: Aleksej Koelbakov (BLR) |
| 13 juni EK-kwalificatie Groep D № 786 «onderlinge duels» 18:00 uur | Arkadiusz Milik 62' Robert Lewandowski 89' Robert Lewandowski 90+2' Robert Lewandowski 90+3' |       |         | Nationaal Stadion, Warschau Toeschouwers: 56.512 Scheidsrechter: Aleksej Koelbakov (BLR) |

|                                                              |       |       |             |                                                                                 |
| 16 juni Vriendschappelijk № 787 «onderlinge duels» 20:45 uur | Polen | 0 – 0 | Griekenland | PGE Arena Gdańsk, Gdańsk Toeschouwers: 37.192 Scheidsrechter: Alain Bieri (SUI) |
| 16 juni Vriendschappelijk № 787 «onderlinge duels» 20:45 uur |       |       |             | PGE Arena Gdańsk, Gdańsk Toeschouwers: 37.192 Scheidsrechter: Alain Bieri (SUI) |

|                                                                        |                                                   |       |                        |                                                                                        |
| 4 september EK-kwalificatie Groep D № 788 «onderlinge duels» 20:45 uur | Duitsland                                         | 3 – 1 | Polen                  | Commerzbank Arena, Frankfurt Toeschouwers: 48.500 Scheidsrechter: Nicola Rizzoli (ITA) |
| 4 september EK-kwalificatie Groep D № 788 «onderlinge duels» 20:45 uur | Thomas Müller 12' Mario Götze 19' Mario Götze 82' |       | 36' Robert Lewandowski | Commerzbank Arena, Frankfurt Toeschouwers: 48.500 Scheidsrechter: Nicola Rizzoli (ITA) |

|                                                                        | |       |                  |                                                                                          |
| 7 september EK-kwalificatie Groep D № 789 «onderlinge duels» 20:45 uur | Polen | 8 – 1 | Gibraltar        | Nationaal Stadion, Warschau Toeschouwers: 27.763 Scheidsrechter: Gediminas Mažeika (LTU) |
| 7 september EK-kwalificatie Groep D № 789 «onderlinge duels» 20:45 uur | Kamil Grosicki 8' Kamil Grosicki 15' Robert Lewandowski 18' Robert Lewandowski 29' Arkadiusz Milik 56' Jakub Błaszczykowski 59' (pen.) Arkadiusz Milik 72' Bartosz Kapustka 73' |       | 87' Jake Gosling | Nationaal Stadion, Warschau Toeschouwers: 27.763 Scheidsrechter: Gediminas Mažeika (LTU) |

|                                                                      |                                      |       |                                                |                                                                                |
| 8 oktober EK-kwalificatie Groep D № 790 «onderlinge duels» 20:45 uur | Schotland                            | 2 – 2 | Polen                                          | Hampden Park, Glasgow Toeschouwers: 49.359 Scheidsrechter: Viktor Kassai (HUN) |
| 8 oktober EK-kwalificatie Groep D № 790 «onderlinge duels» 20:45 uur | Matt Ritchie 45' Steven Fletcher 62' |       | 3' Robert Lewandowski 90+4' Robert Lewandowski | Hampden Park, Glasgow Toeschouwers: 49.359 Scheidsrechter: Viktor Kassai (HUN) |

|                                                                       |                                                |       |                             |                                                                                     |
| 11 oktober EK-kwalificatie Groep D № 791 «onderlinge duels» 20:45 uur | Polen                                          | 2 – 1 | Ierland                     | Nationaal Stadion, Warschau Toeschouwers: 57.497 Scheidsrechter: Cüneyt Çakır (TUR) |
| 11 oktober EK-kwalificatie Groep D № 791 «onderlinge duels» 20:45 uur | Grzegorz Krychowiak 13' Robert Lewandowski 42' |       | 16' (pen.) Jonathan Walters | Nationaal Stadion, Warschau Toeschouwers: 57.497 Scheidsrechter: Cüneyt Çakır (TUR) |

|                                                                  |                                                                                       |       |                                                   |                                                                                        |
| 13 november Vriendschappelijk № 792 «onderlinge duels» 20:45 uur | Polen                                                                                 | 4 – 2 | IJsland                                           | Nationaal Stadion, Warschau Toeschouwers: 56.207 Scheidsrechter: Padraigh Sutton (IRL) |
| 13 november Vriendschappelijk № 792 «onderlinge duels» 20:45 uur | Kamil Grosicki 52' Bartosz Kapustka 66' Robert Lewandowski 76' Robert Lewandowski 78' |       | 4' (pen.) Gylfi Sigurðsson 69' Alfreð Finnbogason | Nationaal Stadion, Warschau Toeschouwers: 56.207 Scheidsrechter: Padraigh Sutton (IRL) |

|                                                                  |                                                            |       |                     |                                                                                       |
| 17 november Vriendschappelijk № 793 «onderlinge duels» 20:45 uur | Polen                                                      | 3 – 1 | Tsjechië            | Stadion Miejski, Wrocław Toeschouwers: 40.793 Scheidsrechter: Sándor Andó-Szabó (HUN) |
| 17 november Vriendschappelijk № 793 «onderlinge duels» 20:45 uur | Arkadiusz Milik 3' Tomasz Jodłowiec 12' Kamil Grosicki 71' |       | 41' Ladislav Krejčí | Stadion Miejski, Wrocław Toeschouwers: 40.793 Scheidsrechter: Sándor Andó-Szabó (HUN) |

### 2016
|                                                               |                          |       |        |                                                                                     |
| 23 maart Vriendschappelijk № 794 «onderlinge duels» 20:45 uur | Polen                    | 1 – 0 | Servië | Stadion Miejski, Poznań Toeschouwers: 38.271 Scheidsrechter: Alexander Harkam (AUT) |
| 23 maart Vriendschappelijk № 794 «onderlinge duels» 20:45 uur | Jakub Błaszczykowski 28' |       |        | Stadion Miejski, Poznań Toeschouwers: 38.271 Scheidsrechter: Alexander Harkam (AUT) |

|                                                               |                                                                                                |       |         |                                                                                     |
| 26 maart Vriendschappelijk № 795 «onderlinge duels» 17:30 uur | Polen                                                                                          | 5 – 0 | Finland | Stadion Miejski, Wrocław Toeschouwers: 42.068 Scheidsrechter: Hiroyuki Kimura (JPN) |
| 26 maart Vriendschappelijk № 795 «onderlinge duels» 17:30 uur | Kamil Grosicki 18' Paweł Wszołek 20' Filip Starzyński 32' Paweł Wszołek 66' Kamil Grosicki 85' |       |         | Stadion Miejski, Wrocław Toeschouwers: 42.068 Scheidsrechter: Hiroyuki Kimura (JPN) |

|                                                             |                       |       |                                             |                                                                                           |
| 1 juni Vriendschappelijk № 796 «onderlinge duels» 20:45 uur | Polen                 | 1 – 2 | Nederland                                   | Stadion Energa Gdańsk, Gdańsk Toeschouwers: 42.068 Scheidsrechter: Miroslav Zelinka (CZE) |
| 1 juni Vriendschappelijk № 796 «onderlinge duels» 20:45 uur | Artur Jędrzejczyk 60' |       | 33' Vincent Janssen 76' Georginio Wijnaldum | Stadion Energa Gdańsk, Gdańsk Toeschouwers: 42.068 Scheidsrechter: Miroslav Zelinka (CZE) |

|                                                   |       |       |          |                                                                                 |
| 6 juni Vriendschappelijk № 797 «onderlinge duels» | Polen | 0 – 0 | Litouwen | Stadion Miejski, Wrocław Toeschouwers: 33.027 Scheidsrechter: Filip Glova (SVK) |
| 6 juni Vriendschappelijk № 797 «onderlinge duels» |       |       |          | Stadion Miejski, Wrocław Toeschouwers: 33.027 Scheidsrechter: Filip Glova (SVK) |

| EK 2016 |
| ------- |

|                                                            |                     |       |               |                                                                                 |
| 12 juni EK 2016 Groep C № 798 «onderlinge duels» 18:00 uur | Polen               | 1 – 0 | Noord-Ierland | Allianz Riviera, Nice Toeschouwers: 33.742 Scheidsrechter: Ovidiu Haţegan (ROM) |
| 12 juni EK 2016 Groep C № 798 «onderlinge duels» 18:00 uur | Arkadiusz Milik 51' |       |               | Allianz Riviera, Nice Toeschouwers: 33.742 Scheidsrechter: Ovidiu Haţegan (ROM) |

|                                                            |           |       |       |                                                                                       |
| 16 juni EK 2016 Groep C № 799 «onderlinge duels» 21:00 uur | Duitsland | 0 – 0 | Polen | Stade de France, Saint-Denis Toeschouwers: 73.648 Scheidsrechter: Björn Kuipers (NED) |
| 16 juni EK 2016 Groep C № 799 «onderlinge duels» 21:00 uur |           |       |       | Stade de France, Saint-Denis Toeschouwers: 73.648 Scheidsrechter: Björn Kuipers (NED) |

|                                                            |          |                          |       |                                                                                         |
| 21 juni EK 2016 Groep C № 800 «onderlinge duels» 18:00 uur | Oekraïne | 0 – 1                    | Polen | Stade Vélodrome, Marseille Toeschouwers: 58.874 Scheidsrechter: Svein Oddvar Moen (NOR) |
| 21 juni EK 2016 Groep C № 800 «onderlinge duels» 18:00 uur |          | 54' Jakub Błaszczykowski |       | Stade Vélodrome, Marseille Toeschouwers: 58.874 Scheidsrechter: Svein Oddvar Moen (NOR) |

|                                                                   |                                                                                  |              |                                                                                        | |
| 25 juni EK 2016 Achtste finale № 801 «onderlinge duels» 15:00 uur | Zwitserland                                                                      | 1 – 1 (n.v.) | Polen                                                                                  | Stade Geoffroy-Guichard, Saint-Étienne Toeschouwers: 38.842 Scheidsrechter: Mark Clattenburg (ENG) |
| 25 juni EK 2016 Achtste finale № 801 «onderlinge duels» 15:00 uur | Xherdan Shaqiri 82'                                                              |              | 39' Jakub Błaszczykowski                                                               | Stade Geoffroy-Guichard, Saint-Étienne Toeschouwers: 38.842 Scheidsrechter: Mark Clattenburg (ENG) |
| 25 juni EK 2016 Achtste finale № 801 «onderlinge duels» 15:00 uur | Strafschoppen                                                                    |              |                                                                                        | Stade Geoffroy-Guichard, Saint-Étienne Toeschouwers: 38.842 Scheidsrechter: Mark Clattenburg (ENG) |
| 25 juni EK 2016 Achtste finale № 801 «onderlinge duels» 15:00 uur | Stephan Lichtsteiner Granit Xhaka Xherdan Shaqiri Fabian Schär Ricardo Rodríguez | 4 – 5        | Robert Lewandowski Arkadiusz Milik Kamil Glik Jakub Błaszczykowski Grzegorz Krychowiak | Stade Geoffroy-Guichard, Saint-Étienne Toeschouwers: 38.842 Scheidsrechter: Mark Clattenburg (ENG) |

|                                                                |                                                                    |       |                                                                      |                                                                                   |
| 30 juni EK 2016 Kwartfinale № 802 «onderlinge duels» 21:00 uur | Polen                                                              | 1 – 1 | Portugal                                                             | Stade Vélodrome, Marseille Toeschouwers: 62.940 Scheidsrechter: Felix Brych (GER) |
| 30 juni EK 2016 Kwartfinale № 802 «onderlinge duels» 21:00 uur | Robert Lewandowski 2'                                              |       | 33' Renato Sanches                                                   | Stade Vélodrome, Marseille Toeschouwers: 62.940 Scheidsrechter: Felix Brych (GER) |
| 30 juni EK 2016 Kwartfinale № 802 «onderlinge duels» 21:00 uur | Strafschoppen                                                      |       |                                                                      | Stade Vélodrome, Marseille Toeschouwers: 62.940 Scheidsrechter: Felix Brych (GER) |
| 30 juni EK 2016 Kwartfinale № 802 «onderlinge duels» 21:00 uur | Robert Lewandowski Arkadiusz Milik Kamil Glik Jakub Błaszczykowski | 3 – 5 | Cristiano Ronaldo Renato Sanches João Moutinho Nani Ricardo Quaresma | Stade Vélodrome, Marseille Toeschouwers: 62.940 Scheidsrechter: Felix Brych (GER) |

|  |  |  |  |  |  |  |  |  |

|                                                                        |                                                     |       |                                                   |                                                                                  |
| 4 september WK-kwalificatie Groep E № 803 «onderlinge duels» 18:00 uur | Kazachstan                                          | 2 – 2 | Polen                                             | Astana Arena, Astana Toeschouwers: 19.905 Scheidsrechter: Serdar Gözübüyük (NED) |
| 4 september WK-kwalificatie Groep E № 803 «onderlinge duels» 18:00 uur | Sergej Chizjnitsjenko 51' Sergej Chizjnitsjenko 58' |       | 9' Bartosz Kapustka 35' (pen.) Robert Lewandowski | Astana Arena, Astana Toeschouwers: 19.905 Scheidsrechter: Serdar Gözübüyük (NED) |

|                                                                      |                                                                             |       |                                          |                                                                                        |
| 8 oktober WK-kwalificatie Groep E № 804 «onderlinge duels» 20:45 uur | Polen                                                                       | 3 – 2 | Denemarken                               | Nationaal Stadion, Warschau Toeschouwers: 56.811 Scheidsrechter: Gianluca Rocchi (ITA) |
| 8 oktober WK-kwalificatie Groep E № 804 «onderlinge duels» 20:45 uur | Robert Lewandowski 20' Robert Lewandowski 36' (pen.) Robert Lewandowski 47' |       | 49' (e.d.) Kamil Glik 69' Yussuf Poulsen | Nationaal Stadion, Warschau Toeschouwers: 56.811 Scheidsrechter: Gianluca Rocchi (ITA) |

|                                                                       |                                                  |       |                     |                                                                                      |
| 11 oktober WK-kwalificatie Groep E № 805 «onderlinge duels» 20:45 uur | Polen                                            | 2 – 1 | Armenië             | Nationaal Stadion, Warschau Toeschouwers: 44.786 Scheidsrechter: Ivan Kružliak (SVK) |
| 11 oktober WK-kwalificatie Groep E № 805 «onderlinge duels» 20:45 uur | Hrayr Mkoyan 48' (e.d.) Robert Lewandowski 90+5' |       | 50' Marcos Pizzelli | Nationaal Stadion, Warschau Toeschouwers: 44.786 Scheidsrechter: Ivan Kružliak (SVK) |

|                                                                        |          |                                                                           |       |                                                                                     |
| 11 november WK-kwalificatie Groep E № 806 «onderlinge duels» 20:45 uur | Roemenië | 0 – 3                                                                     | Polen | Arena Națională, Boekarest Toeschouwers: 48.531 Scheidsrechter: Damir Skomina (SLO) |
| 11 november WK-kwalificatie Groep E № 806 «onderlinge duels» 20:45 uur |          | 11' Kamil Grosicki 82' Robert Lewandowski 90+1' (pen.) Robert Lewandowski |       | Arena Națională, Boekarest Toeschouwers: 48.531 Scheidsrechter: Damir Skomina (SLO) |

|                                                                  |                       |       |                 |                                                                                   |
| 14 november Vriendschappelijk № 807 «onderlinge duels» 20:45 uur | Polen                 | 1 – 1 | Slovenië        | Stadion Miejski, Wrocław Toeschouwers: 40.119 Scheidsrechter: Björn Kuipers (NED) |
| 14 november Vriendschappelijk № 807 «onderlinge duels» 20:45 uur | Łukasz Teodorczyk 79' |       | 24' Miha Mevlja | Stadion Miejski, Wrocław Toeschouwers: 40.119 Scheidsrechter: Björn Kuipers (NED) |

### 2017
|                                                                     |                   |       |                                            |                                                                                        |
| 26 maart WK-kwalificatie Groep E № 808 «onderlinge duels» 20:45 uur | Montenegro        | 1 – 2 | Polen                                      | Pod Goricomstadion, Podgorica Toeschouwers: 10.439 Scheidsrechter: Viktor Kassai (HUN) |
| 26 maart WK-kwalificatie Groep E № 808 «onderlinge duels» 20:45 uur | Stefan Mugoša 63' |       | 40' Robert Lewandowski 82' Łukasz Piszczek | Pod Goricomstadion, Podgorica Toeschouwers: 10.439 Scheidsrechter: Viktor Kassai (HUN) |

|                                                                    |                                                                                    |       |                   |                                                                                     |
| 10 juni WK-kwalificatie Groep E № 809 «onderlinge duels» 20:45 uur | Polen                                                                              | 3 – 1 | Roemenië          | Nationaal Stadion, Warschau Toeschouwers: 57.128 Scheidsrechter: Ruddy Buquet (FRA) |
| 10 juni WK-kwalificatie Groep E № 809 «onderlinge duels» 20:45 uur | Robert Lewandowski 29' (pen.) Robert Lewandowski 57' Robert Lewandowski 62' (pen.) |       | 77' Bogdan Stancu | Nationaal Stadion, Warschau Toeschouwers: 57.128 Scheidsrechter: Ruddy Buquet (FRA) |

|                                                                        |                                                                                      |       |       |                                                                             |
| 1 september WK-kwalificatie Groep E № 810 «onderlinge duels» 20:45 uur | Denemarken                                                                           | 4 – 0 | Polen | Parken, Kopenhagen Toeschouwers: 34.505 Scheidsrechter: Milorad Mažić (SRB) |
| 1 september WK-kwalificatie Groep E № 810 «onderlinge duels» 20:45 uur | Thomas Delaney 15' Andreas Cornelius 42' Nicolai Jørgensen 59' Christian Eriksen 79' |       |       | Parken, Kopenhagen Toeschouwers: 34.505 Scheidsrechter: Milorad Mažić (SRB) |

|                                                                        |                                                                  |       |            |                                                                                         |
| 4 september WK-kwalificatie Groep E № 811 «onderlinge duels» 20:45 uur | Polen                                                            | 3 – 0 | Kazachstan | Nationaal Stadion, Warschau Toeschouwers: 56.963 Scheidsrechter: Andris Treimanis (LAT) |
| 4 september WK-kwalificatie Groep E № 811 «onderlinge duels» 20:45 uur | Arkadiusz Milik 11' Kamil Glik 74' Robert Lewandowski 86' (pen.) |       |            | Nationaal Stadion, Warschau Toeschouwers: 56.963 Scheidsrechter: Andris Treimanis (LAT) |

|                                                                      |                             |       | |                                                                                                   |
| 5 oktober WK-kwalificatie Groep E № 812 «onderlinge duels» 18:00 uur | Armenië                     | 1 – 6 | Polen | Republikeins Stadion Vazgen Sargsian, Jerevan Toeschouwers: 5.000 Scheidsrechter: Matej Jug (SLO) |
| 5 oktober WK-kwalificatie Groep E № 812 «onderlinge duels» 18:00 uur | Hovhannes Hambartsumyan 39' |       | 2' Kamil Grosicki 18' Robert Lewandowski 25' Robert Lewandowski 58' Jakub Błaszczykowski 64' Robert Lewandowski 89' Rafał Wolski | Republikeins Stadion Vazgen Sargsian, Jerevan Toeschouwers: 5.000 Scheidsrechter: Matej Jug (SLO) |

|                                                                      |                                                                                             |       |                                       |                                                                                       |
| 8 oktober WK-kwalificatie Groep E № 813 «onderlinge duels» 18:00 uur | Polen                                                                                       | 4 – 2 | Montenegro                            | Nationaal Stadion, Warschau Toeschouwers: 57.538 Scheidsrechter: Daniele Orsato (ITA) |
| 8 oktober WK-kwalificatie Groep E № 813 «onderlinge duels» 18:00 uur | Krzysztof Mączyński 6' Kamil Grosicki 16' Robert Lewandowski 85' Filip Stojković 87' (e.d.) |       | 78' Stefan Mugoša 83' Nikola Vukčević | Nationaal Stadion, Warschau Toeschouwers: 57.538 Scheidsrechter: Daniele Orsato (ITA) |

|                                                                  |       |       |         |                                                                                   |
| 10 november Vriendschappelijk № 814 «onderlinge duels» 20:45 uur | Polen | 0 – 0 | Uruguay | Nationaal Stadion, Warschau Toeschouwers: 56.147 Scheidsrechter: István Vad (HUN) |
| 10 november Vriendschappelijk № 814 «onderlinge duels» 20:45 uur |       |       |         | Nationaal Stadion, Warschau Toeschouwers: 56.147 Scheidsrechter: István Vad (HUN) |

|                                                                  |       |                  |        |                                                                                         |
| 13 november Vriendschappelijk № 815 «onderlinge duels» 20:45 uur | Polen | 0 – 1            | Mexico | Stadion Energa Gdańsk, Gdańsk Toeschouwers: 32.736 Scheidsrechter: Oliver Drachta (AUT) |
| 13 november Vriendschappelijk № 815 «onderlinge duels» 20:45 uur |       | 13' Raúl Jiménez |        | Stadion Energa Gdańsk, Gdańsk Toeschouwers: 32.736 Scheidsrechter: Oliver Drachta (AUT) |

### 2018
|                                                               |       |                  |         |                                                                                    |
| 23 maart Vriendschappelijk № 816 «onderlinge duels» 20:45 uur | Polen | 0 – 1            | Nigeria | Stadion Miejski, Wrocław Toeschouwers: 41.208 Scheidsrechter: Michael Oliver (ENG) |
| 23 maart Vriendschappelijk № 816 «onderlinge duels» 20:45 uur |       | 61' Victor Moses |         | Stadion Miejski, Wrocław Toeschouwers: 41.208 Scheidsrechter: Michael Oliver (ENG) |

|                                                               |                                                                 |       |                                      |                                                                               |
| 27 maart Vriendschappelijk № 817 «onderlinge duels» 20:45 uur | Polen                                                           | 3 – 2 | Zuid-Korea                           | Śląskistadion, Chorzów Toeschouwers: 53.129 Scheidsrechter: Tore Hansen (NOR) |
| 27 maart Vriendschappelijk № 817 «onderlinge duels» 20:45 uur | Robert Lewandowski 32' Kamil Grosicki 45' Piotr Zieliński 90+2' |       | 85' Lee Chang-min 87' Hwang Hee-chan | Śląskistadion, Chorzów Toeschouwers: 53.129 Scheidsrechter: Tore Hansen (NOR) |

|                                                             |                                            |       |                                     |                                                                                    |
| 8 juni Vriendschappelijk № 818 «onderlinge duels» 20:45 uur | Polen                                      | 2 – 2 | Chili                               | Stadion Miejski, Poznań Toeschouwers: 41.216 Scheidsrechter: Paolo Mazzoleni (ITA) |
| 8 juni Vriendschappelijk № 818 «onderlinge duels» 20:45 uur | Robert Lewandowski 30' Piotr Zieliński 34' |       | 38' Diego Valdés 56' Miiko Albornoz | Stadion Miejski, Poznań Toeschouwers: 41.216 Scheidsrechter: Paolo Mazzoleni (ITA) |

|                                                              |                                                                                                  |       |          |                                                                                   |
| 12 juni Vriendschappelijk № 819 «onderlinge duels» 18:00 uur | Polen                                                                                            | 4 – 0 | Litouwen | Nationaal Stadion, Warschau Toeschouwers: 53.803 Scheidsrechter: Kevin Blom (NED) |
| 12 juni Vriendschappelijk № 819 «onderlinge duels» 18:00 uur | Robert Lewandowski 19' Robert Lewandowski 32' Dawid Kownacki 71' Jakub Błaszczykowski 82' (pen.) |       |          | Nationaal Stadion, Warschau Toeschouwers: 53.803 Scheidsrechter: Kevin Blom (NED) |

| WK 2018 |
| ------- |

|                                                                    |                         |       |                                           |                                                                                     |
| 19 juni WK 2018 Groep H № 820 «onderlinge duels» 17:00 uur (UTC+3) | Polen                   | 1 – 2 | Senegal                                   | Otkrytieje Arena, Moskou Toeschouwers: 44.190 Scheidsrechter: Nawaf Shukralla (BHR) |
| 19 juni WK 2018 Groep H № 820 «onderlinge duels» 17:00 uur (UTC+3) | Grzegorz Krychowiak 86' |       | 36' (e.d.) Thiago Cionek 60' M'Baye Niang | Otkrytieje Arena, Moskou Toeschouwers: 44.190 Scheidsrechter: Nawaf Shukralla (BHR) |

|                                                                    |       |                                                     |          |                                                                           |
| 24 juni WK 2018 Groep H № 821 «onderlinge duels» 20:00 uur (UTC+3) | Polen | 0 – 3                                               | Colombia | Kazan Arena, Kazan Toeschouwers: 42.873 Scheidsrechter: César Ramos (MEX) |
| 24 juni WK 2018 Groep H № 821 «onderlinge duels» 20:00 uur (UTC+3) |       | 40' Yerry Mina 69' Radamel Falcao 75' Juan Cuadrado |          | Kazan Arena, Kazan Toeschouwers: 42.873 Scheidsrechter: César Ramos (MEX) |

|                                                                    |       |                  |       |                                                                                     |
| 28 juni WK 2018 Groep H № 822 «onderlinge duels» 16:00 uur (UTC+3) | Japan | 0 – 1            | Polen | Volgograd Arena, Wolgograd Toeschouwers: 42.189 Scheidsrechter: Janny Sikazwe (ZAM) |
| 28 juni WK 2018 Groep H № 822 «onderlinge duels» 16:00 uur (UTC+3) |       | 59' Jan Bednarek |       | Volgograd Arena, Wolgograd Toeschouwers: 42.189 Scheidsrechter: Janny Sikazwe (ZAM) |

|  |  |  |  |  |  |  |  |  |

|                                                                             |                     |       |                     |                                                                                         |
| 7 september UEFA Nations League Groep A3 № 823 «onderlinge duels» 20:45 uur | Italië              | 1 – 1 | Polen               | Stadio Renato Dall'Ara, Bologna Toeschouwers: 20.000 Scheidsrechter: Felix Zwayer (GER) |
| 7 september UEFA Nations League Groep A3 № 823 «onderlinge duels» 20:45 uur | Jorginho 78' (pen.) |       | 40' Piotr Zieliński | Stadio Renato Dall'Ara, Bologna Toeschouwers: 20.000 Scheidsrechter: Felix Zwayer (GER) |

|                                                                   |                   |       |                   |                                                                                    |
| 11 september Vriendschappelijk № 824 «onderlinge duels» 20:45 uur | Polen             | 1 – 1 | Ierland           | Stadion Miejski, Wrocław Toeschouwers: 25.455 Scheidsrechter: Boris Marhefka (SVK) |
| 11 september Vriendschappelijk № 824 «onderlinge duels» 20:45 uur | Mateusz Klich 87' |       | 53' Aiden O'Brien | Stadion Miejski, Wrocław Toeschouwers: 25.455 Scheidsrechter: Boris Marhefka (SVK) |

|                                                                            |                                               |       |                                                   |                                                                                           |
| 11 oktober UEFA Nations League Groep A3 № 825 «onderlinge duels» 20:45 uur | Polen                                         | 2 – 3 | Portugal                                          | Śląskistadion, Chorzów Toeschouwers: 48.783 Scheidsrechter: Carlos del Cerro Grande (ESP) |
| 11 oktober UEFA Nations League Groep A3 № 825 «onderlinge duels» 20:45 uur | Krzysztof Piątek 18' Jakub Błaszczykowski 77' |       | 32' André Silva 43' Kamil Glik 52' Bernardo Silva | Śląskistadion, Chorzów Toeschouwers: 48.783 Scheidsrechter: Carlos del Cerro Grande (ESP) |

|                                                                            |       |                         |        |                                                                                 |
| 14 oktober UEFA Nations League Groep A3 № 826 «onderlinge duels» 20:45 uur | Polen | 0 – 1                   | Italië | Śląskistadion, Chorzów Toeschouwers: 41.692 Scheidsrechter: Damir Skomina (SLO) |
| 14 oktober UEFA Nations League Groep A3 № 826 «onderlinge duels» 20:45 uur |       | 90+2' Cristiano Biraghi |        | Śląskistadion, Chorzów Toeschouwers: 41.692 Scheidsrechter: Damir Skomina (SLO) |

|                                                                  |       |                  |          |                                                                                           |
| 15 november Vriendschappelijk № 827 «onderlinge duels» 18:00 uur | Polen | 0 – 1            | Tsjechië | Stadion Energa Gdańsk, Gdańsk Toeschouwers: 34.783 Scheidsrechter: Stephan Klossner (SUI) |
| 15 november Vriendschappelijk № 827 «onderlinge duels» 18:00 uur |       | 52' Jakub Jankto |          | Stadion Energa Gdańsk, Gdańsk Toeschouwers: 34.783 Scheidsrechter: Stephan Klossner (SUI) |

|                                                                             |                 |       |                            |                                                                                                   |
| 20 november UEFA Nations League Groep A3 № 828 «onderlinge duels» 20:45 uur | Portugal        | 1 – 1 | Polen                      | Estádio D. Afonso Henriques, Guimarães Toeschouwers: 29.917 Scheidsrechter: Sergej Karasjov (RUS) |
| 20 november UEFA Nations League Groep A3 № 828 «onderlinge duels» 20:45 uur | André Silva 34' |       | 66' (pen.) Arkadiusz Milik | Estádio D. Afonso Henriques, Guimarães Toeschouwers: 29.917 Scheidsrechter: Sergej Karasjov (RUS) |

### 2019
|                                                                     |            |                      |       |                                                                                               |
| 21 maart EK-kwalificatie Groep G № 829 «onderlinge duels» 20:45 uur | Oostenrijk | 0 – 1                | Polen | Ernst Happelstadion, Wenen Toeschouwers: 40.400 Scheidsrechter: Anastasios Sidiropoulos (GRE) |
| 21 maart EK-kwalificatie Groep G № 829 «onderlinge duels» 20:45 uur |            | 69' Krzysztof Piątek |       | Ernst Happelstadion, Wenen Toeschouwers: 40.400 Scheidsrechter: Anastasios Sidiropoulos (GRE) |

|                                                                     |                                       |       |         |                                                                                      |
| 24 maart EK-kwalificatie Groep G № 830 «onderlinge duels» 20:45 uur | Polen                                 | 2 – 0 | Letland | Nationaal Stadion, Warschau Toeschouwers: 51.112 Scheidsrechter: Aliyar Ağayev (AZE) |
| 24 maart EK-kwalificatie Groep G № 830 «onderlinge duels» 20:45 uur | Robert Lewandowski 76' Kamil Glik 84' |       |         | Nationaal Stadion, Warschau Toeschouwers: 51.112 Scheidsrechter: Aliyar Ağayev (AZE) |

|                                                                   |                 |                      |       |                                                                                      |
| 7 juni EK-kwalificatie Groep G № 831 «onderlinge duels» 20:45 uur | Noord-Macedonië | 0 – 1                | Polen | Toše Proeskiarena, Skopje Toeschouwers: 22.000 Scheidsrechter: Gianluca Rocchi (ITA) |
| 7 juni EK-kwalificatie Groep G № 831 «onderlinge duels» 20:45 uur |                 | 47' Krzysztof Piątek |       | Toše Proeskiarena, Skopje Toeschouwers: 22.000 Scheidsrechter: Gianluca Rocchi (ITA) |

|                                                                    |                                                                                   |       |        |                                                                                       |
| 10 juni EK-kwalificatie Groep G № 832 «onderligne duels» 20:45 uur | Polen                                                                             | 4 – 0 | Israël | Nationaal Stadion, Warschau Toeschouwers: 57.299 Scheidsrechter: Tobias Stieler (GER) |
| 10 juni EK-kwalificatie Groep G № 832 «onderligne duels» 20:45 uur | Krzysztof Piątek 35' Robert Lewandowski 56' Kamil Grosicki 59' Damian Kądzior 84' |       |        | Nationaal Stadion, Warschau Toeschouwers: 57.299 Scheidsrechter: Tobias Stieler (GER) |

|                                                                        |                                    |       |       |                                                                                      |
| 6 september EK-kwalificatie Groep G № 833 «onderlinge duels» 20:45 uur | Slovenië                           | 2 – 0 | Polen | Stožicestadion, Ljubljana Toeschouwers: 15.231 Scheidsrechter: Sergej Karasjov (RUS) |
| 6 september EK-kwalificatie Groep G № 833 «onderlinge duels» 20:45 uur | Aljaž Struna 35' Andraž Šporar 65' |       |       | Stožicestadion, Ljubljana Toeschouwers: 15.231 Scheidsrechter: Sergej Karasjov (RUS) |

|                                                                        |       |       |            |                                                                                      |
| 9 september EK-kwalificatie Groep G № 834 «onderlinge duels» 20:45 uur | Polen | 0 – 0 | Oostenrijk | Nationaal Stadion, Warschau Toeschouwers: 56.788 Scheidsrechter: Viktor Kassai (HUN) |
| 9 september EK-kwalificatie Groep G № 834 «onderlinge duels» 20:45 uur |       |       |            | Nationaal Stadion, Warschau Toeschouwers: 56.788 Scheidsrechter: Viktor Kassai (HUN) |

|                                                                       |         |                                                                     |       |                                                                              |
| 10 oktober EK-kwalificatie Groep G № 835 «onderlinge duels» 20:45 uur | Letland | 0 – 3                                                               | Polen | Daugavastadion, Riga Toeschouwers: 7.107 Scheidsrechter: Halis Özkahya (TUR) |
| 10 oktober EK-kwalificatie Groep G № 835 «onderlinge duels» 20:45 uur |         | 9' Robert Lewandowski 13' Robert Lewandowski 76' Robert Lewandowski |       | Daugavastadion, Riga Toeschouwers: 7.107 Scheidsrechter: Halis Özkahya (TUR) |

|                                                                       |                                               |       |                 |                                                                                            |
| 13 oktober EK-kwalificatie Groep G № 836 «onderlinge duels» 20:45 uur | Polen                                         | 2 – 0 | Noord-Macedonië | Nationaal Stadion, Warschau Toeschouwers: 52.894 Scheidsrechter: Antonio Mateu Lahoz (ESP) |
| 13 oktober EK-kwalificatie Groep G № 836 «onderlinge duels» 20:45 uur | Przemysław Frankowski 74' Arkadiusz Milik 80' |       |                 | Nationaal Stadion, Warschau Toeschouwers: 52.894 Scheidsrechter: Antonio Mateu Lahoz (ESP) |

|                                                                        |                   |       |                                             |                                                                                       |
| 16 november EK-kwalificatie Groep G № 837 «onderlinge duels» 20:45 uur | Israël            | 1 – 2 | Polen                                       | Teddystadion, Jeruzalem Toeschouwers: 16.700 Scheidsrechter: Mattias Gestranius (FIN) |
| 16 november EK-kwalificatie Groep G № 837 «onderlinge duels» 20:45 uur | Moanes Dabour 88' |       | 4' Grzegorz Krychowiak 54' Krzysztof Piątek | Teddystadion, Jeruzalem Toeschouwers: 16.700 Scheidsrechter: Mattias Gestranius (FIN) |

|                                                                        |                                                                  |       |                                 |                                                                                       |
| 19 november EK-kwalificatie Groep G № 838 «onderlinge duels» 20:45 uur | Polen                                                            | 3 – 2 | Slovenië                        | Nationaal Stadion, Warschau Toeschouwers: 53.946 Scheidsrechter: Daniel Siebert (GER) |
| 19 november EK-kwalificatie Groep G № 838 «onderlinge duels» 20:45 uur | Sebastian Szymański 3' Robert Lewandowski 54' Jacek Góralski 81' |       | 14' Tim Matavž 61' Josip Iličić | Nationaal Stadion, Warschau Toeschouwers: 53.946 Scheidsrechter: Daniel Siebert (GER) |

Poolse voetbalbond · A-internationals · Selecties · Statistieken · Pools vrouwenelftal · Olympisch elftal · Polen U21 · Polen U20 · Polen U19 · Polen U18 · Polen U17 · Polen U16
1921 – 1929 ·
1930 – 1939 ·
1940 – 1949 ·
1950 – 1959 ·
1960 – 1969 ·
1970 – 1979 ·
1980 – 1989 ·
1990 – 1999 ·
2000 – 2009 ·
2010 – 2019 ·
2020 – 2029
EK 2008 · 
EK 2012 · 
EK 2016 · 
EK 2020
WK 1938 ·
WK 1974 ·
WK 1978 ·
WK 1982 ·
WK 1986 ·
WK 2002 ·
WK 2006 ·
WK 2018
OS 1924 ·
OS 1936 ·
OS 1972 ·
OS 1976 ·
OS 1992
1921 · 
1922 · 
1923 · 
1924 · 
1925 · 
1926 · 
1927 · 
1928 · 
1929 · 
1930 · 
1931 · 
1932 · 
1933 · 
1934 · 
1935 · 
1936 · 
1937 · 
1938 · 
1939 · 
1940–1946 · 
1947 · 
1948 · 
1949 · 
1950 · 
1951 · 
1952 · 
1953 · 
1954 · 
1955 · 
1956 · 
1957 · 
1958 · 
1959 · 
1960 · 
1961 · 
1962 · 
1963 · 
1964 · 
1965 · 
1966 · 
1967 · 
1968 · 
1969 · 
1970 · 
1971 · 
1972 · 
1973 · 
1974 · 
1975 · 
1976 · 
1977 · 
1978 · 
1979 · 
1980 · 
1981 · 
1982 · 
1983 · 
1984 · 
1985 · 
1986 · 
1987 · 
1988 · 
1989 · 
1990 · 
1991 · 
1992 · 
1993 · 
1994 · 
1995 · 
1996 · 
1997 · 
1998 · 
1999 · 
2000 · 
2001 · 
2002 · 
2003 · 
2004 · 
2005 · 
2006 · 
2007 · 
2008 · 
2009 · 
2010 · 
2011 · 
2012 · 
2013 · 
2014 ·
2015 ·
2016 ·
2017 ·
2018 ·
2019 ·
2020 ·
2021
Albanië ·
Algerije ·
Andorra ·
Argentinië ·
Armenië ·
Australië ·
Azerbeidzjan ·
België ·
Bolivia ·
Bosnië en Herzegovina ·
Brazilië ·
Bulgarije ·
Canada ·
Chili ·
China ·
Colombia ·
Costa Rica ·
Cyprus ·
DDR ·
Denemarken ·
Duitsland ·
Ecuador ·
Egypte ·
Engeland ·
Estland ·
Faeröer · 
Finland ·
Frankrijk ·
Georgië ·
Gibraltar ·
Griekenland ·
Guatemala ·
Haïti ·
Hongarije ·
Ierland ·
India ·
Irak ·
Iran ·
Israël ·
Italië ·
Ivoorkust ·
IJsland ·
Japan ·
Joegoslavië ·
Kameroen ·
Kazachstan ·
Koeweit ·
Kroatië ·
Letland ·
Libië ·
Liechtenstein ·
Litouwen ·
Luxemburg ·
Marokko ·
Malta ·
Mexico ·
Moldavië ·
Montenegro ·
Nederland ·
Nieuw-Zeeland ·
Nigeria ·
Noord-Ierland ·
Noord-Korea ·
Noord-Macedonië ·
Noorwegen ·
Oekraïne ·
Oostenrijk ·
Peru ·
Portugal ·
Roemenië ·
Rusland ·
San Marino ·
Saoedi-Arabië · 
Schotland ·
Senegal ·
Servië ·
Servië en Montenegro · 
Singapore ·
Slovenië ·
Slowakije ·
Sovjet-Unie ·
Spanje ·
Thailand · 
Tsjechië ·
Tsjecho-Slowakije ·
Tunesië ·
Turkije ·
Uruguay ·
Verenigde Arabische Emiraten ·
Verenigde Staten ·
Wales ·
Wit-Rusland ·
Zuid-Afrika ·
Zuid-Korea ·
Zweden ·
Zwitserland
België (1982) ·
Colombia (2018) ·
Costa Rica (2006) ·
Duitsland (2006) ·
Duitsland (2008) ·
Duitsland (2016) ·
Ecuador (2006) ·
Frankrijk (1982) ·
Frankrijk (2022) ·
Griekenland (2012) ·
Italië (1982, 1) ·
Italië (1982, 2) ·
Japan (2018) ·
Kameroen (1982) ·
Kroatië (2008) ·
Noord-Ierland (2016) ·
Oostenrijk (2008) ·
Peru (1982) ·
Rusland (2012) ·
Senegal (2018) ·
Slowakije (2021) ·
Sovjet-Unie (1982) ·
Spanje (2021) ·
Tsjechië (2012) ·
Zweden (2021)
AFC-zone: Afghanistan · Australië · Bahrein · Bangladesh · Bhutan · Brunei · Cambodja · China · Chinees Taipei · Filipijnen · Guam · Hongkong · India · Indonesië · Iran · Irak · Japan · Jemen · Jordanië · Koeweit · Kirgizië · Laos · Libanon · Macau · Maleisië · Maldiven · Mongolië · Myanmar · Nepal · Noord-Korea · Oezbekistan · Oman · Oost-Timor · Pakistan · Palestina · Qatar · Saoedi-Arabië · Singapore · Sri Lanka · Syrië · Tadjikistan · Thailand · Turkmenistan · Verenigde Arabische Emiraten · Vietnam · Zuid-Korea

CAF-zone: Algerije · Angola · Benin · Botswana · Burkina Faso · Burundi · Centraal-Afrikaanse Republiek · Comoren · Congo-Brazzaville · Congo-Kinshasa · Djibouti · Egypte · Equatoriaal-Guinea · Eritrea · Ethiopië · Gabon · Gambia · Ghana · Guinee · Guinee-Bissau · Ivoorkust · Kaapverdië · Kameroen · Kenia · Lesotho · Liberia · Libië · Madagaskar · Malawi · Mali · Mauritanië · Mauritius · Marokko · Mozambique · Namibië · Niger · Nigeria · Oeganda · Rwanda · Sao Tomé en Principe · Senegal · Seychellen · Sierra Leone · Soedan · Somalië · Swaziland · Tanzania · Togo · Tsjaad · Tunesië · Zambia · Zimbabwe · Zuid-Afrika · Zuid-Soedan 

CONCACAF-zone: Amerikaanse Maagdeneilanden · Anguilla · Antigua en Barbuda · Aruba · Bahama's · Barbados · Belize · Bermuda · Britse Maagdeneilanden · Canada · Kaaimaneilanden · Costa Rica · Cuba · Curaçao · Dominica · Dominicaanse Republiek · El Salvador · Frans Guyana · Grenada · Guadeloupe · Guatemala · Guyana · Haïti · Honduras · Jamaica · Martinique · Mexico · Montserrat · 
Nicaragua · Panama · Puerto Rico · Saint Kitts en Nevis · Saint Lucia · Saint Vincent en de Grenadines · Sint Maarten · Suriname · Trinidad en Tobago · Turks- en Caicoseilanden · Verenigde Staten

CONMEBOL-zone: Argentinië · Bolivia · Brazilië · Chili · Colombia · Ecuador · Paraguay · Peru · Uruguay · Venezuela

OFC-zone: Amerikaans-Samoa · Cookeilanden · Fiji · Nieuw-Caledonië · Nieuw-Zeeland · Papoea-Nieuw-Guinea · Samoa · Salomoneilanden · Tahiti · Tonga · Vanuatu

UEFA-zone: Albanië · Andorra · Armenië · Azerbeidzjan · België · Bosnië en Herzegovina · Bulgarije · Cyprus · Denemarken · Duitsland · Engeland · Estland · Faeröer · Finland · Frankrijk · Georgië · Gibraltar · Griekenland · Hongarije · IJsland · Ierland · Israël · Italië · Kazachstan · Kosovo · Kroatië · Letland · Liechtenstein · Litouwen · Luxemburg · Macedonië · Malta · Moldavië · Montenegro · Nederland · Noord-Ierland · Noorwegen · Oekraïne · Oostenrijk · Polen · Portugal · Roemenië · Rusland · San Marino · Schotland · Servië · Slovenië · Slowakije · Spanje · Tsjechië · Turkije · Wales · Wit-Rusland · Zweden · Zwitserland